# Blumea junghuhniania
Blumea junghuhniania là một loài thực vật có hoa trong họ Cúc. Loài này được (Miq.) Boerl. mô tả khoa học đầu tiên năm 1891.